# 케이트 셰퍼드
케이트 셰퍼드(Kate Sheppard, 본명: Katherine Wilson Sheppard, née Catherine Wilson Malcolm, 1848년 3월 10일 – 1934년 7월 13일)는 뉴질랜드에서 가장 저명한 여성 참정권 운동가이자 뉴질랜드에서 가장 유명한 여성 참정권 운동가였다. 영국 리버풀에서 태어난 그녀는 1868년에 가족과 함께 뉴질랜드로 이주했다. 그곳에서 그녀는 뉴질랜드 여성 기독교 절제 연합(WCTU NZ)을 비롯한 다양한 종교 및 사회 단체의 정회원이 되었다. 1887년에 그녀는 WCTU NZ의 프랜차이즈 및 입법부 국가 교육감으로 임명되었으며, 뉴질랜드에서 여성 참정권의 대의를 발전시키는 데 사용했다.
케이트 셰퍼드는 청원과 공개 회의를 조직하고, 언론에 편지를 쓰고, 정치인과의 접촉을 발전시켜 여성의 참정권을 장려했다. 그녀는 뉴질랜드 최초의 여성 신문인 더 화이트 리본(The White Ribbon)의 편집자였다. 그녀는 능숙한 글과 설득력 있는 대중 연설을 통해 여성의 참정권을 성공적으로 옹호했다. 그녀의 팜플렛 "뉴질랜드 여성이 투표해야 하는 10가지 이유"와 "여성이 투표해야 하는가?"가 이 옹호를 뒷받침하는데 기여했다. 이 작업은 의회에 제출된 여성 참정권을 요구하는 30,000명의 서명과 1893년 성공적인 여성 참정권 확대로 절정에 달했다. 그 결과 뉴질랜드는 보통 참정권을 확립한 최초의 국가가 되었다.
셰퍼드는 1896년에 설립된 뉴질랜드 전국 여성 위원회(National Council of Women of New Zealand)의 초대 회장이었으며 1918년 조직 개혁을 도왔다. 말년에 그녀는 영국을 여행하고 그곳에서 참정권 운동을 도왔다. 건강이 나빠진 그녀는 뉴질랜드로 돌아온 후 정치적 활동은 줄어들었지만 계속해서 여성의 권리에 관한 글을 쓰는 일에 참여했다. 그녀는 후손을 남기지 않고 1934년에 사망했다.
셰퍼드는 뉴질랜드 역사에서 중요한 인물로 간주된다. 그녀를 기리는 기념비가 크라이스트처치에 있다. 그녀의 초상화는 1991년 뉴질랜드 10달러 지폐 앞면에 있는 엘리자베스 2세 여왕의 초상화를 대체했다.